# 格尔利茨站 (柏林地铁)
格尔利茨站（德語：U-Bahnhof Görlitzer Bahnhof）是德国柏林地铁的一个车站，位于腓特烈斯海因-克罗伊茨贝格區，途经的线路有柏林地铁1号线和3號線。
车站名称来自出附近的铁路格尔利茨站。